# Attilio Perotti
Attilio Perotti (Bagnolo Mella, 3 marzo 1946) è un allenatore di calcio, dirigente sportivo ed ex calciatore italiano.

## Caratteristiche tecniche

### Giocatore
Impostato inizialmente come mezzala, viene convertito da Giuseppe Meazza in ala destra, ruolo in cui giocherà per tutta la carriera sfruttando la sua abilità tattica, con cui sopperiva alle carenze di statura e velocità.

### Allenatore
Ispirato all'impostazione di Helenio Herrera, ha impostato le sue squadre "all'italiana", con il libero staccato dietro alla difesa, e rigettando le teorie della zona. Ha fatto del dialogo e del rapporto con la squadra i suoi punti di forza.

## Carriera

### Giocatore
Cresciuto nel Casale, passa all'Inter nel 1962 che lo rigira ai piemontesi nel 1965, club con cui ottiene il sesto posto del girone A della Serie D 1965-1966.
Nel 1966 passa al Como, in Serie C. Con i lariani vince il girone A della Serie C 1967-1968, ottenendo la promozione tra i cadetti.
Nel 1968 è ingaggiato dal Genoa, club con militerà sette stagioni. Nell'annata 1969-1970 con la società ligure retrocede in terza serie, chiudendo la stagione all'ultimo posto della Serie B.
La permanenza in terza serie dura una sola stagione, poiché con il suo club Perotti conquista il primo posto del girone B, ottenendo la promozione in cadetteria.
Ritornato tra i cadetti, ottiene il decimo posto della Serie B 1971-1972 a cui seguirà la stagione seguente il primo posto e la conseguente promozione in massima serie.
Nel 1973, con l'acquisto di Mario Corso, entra in ballottaggio con l'ex interista per il ruolo di ala. Il 30 ottobre 1973 Perotti esordisce in Serie A, nella vittoria casalinga per 2-1 contro la Roma. Nella stagione in massima serie colleziona tredici presenze con i rossoblu, con cui retrocede in Serie B.
La nuova stagione tra i cadetti terminerà al settimo posto.
Nel 1975 passa al Parma, in terza serie, nell'affare che porta Fabio Bonci al Genoa. Nella Serie C 1975-1976 raggiunge il secondo posto del girone B, a cinque punti dal Rimini, posizione nuovamente raggiunta la stagione seguente, terminata ad otto punti dalla promossa Pistoiese. A fine stagione si ritira dall'attività agonistica.

### Allenatore e dirigente
Perotti ha iniziato la carriera da allenatore nel 1977 nelle giovanili del Genoa, per poi passare alla guida della prima squadra nelle ultime 5 giornate del campionato 1985-1986 in Serie B, subentrando a Tarcisio Burgnich. Riconfermato per la stagione successiva, sfiorò con la squadra rossoblu la promozione in Serie A, perdendo all'ultima giornata contro il Taranto. Torna quindi ad allenare le giovanili rossoblu fino al gennaio 1988, quando torna sulla panchina della prima squadra sostituendo Luigi Simoni, e conquistando la salvezza. Nel dicembre successivo subentra a Enrico Catuzzi sulla panchina del Piacenza: non evita la retrocessione in serie C1, anche a causa di attriti con diversi giocatori, che non accettavano la sostituzione di Catuzzi.
Negli anni successivi ha guidato per due stagioni il Siena (con promozione dalla Serie C2 alla Serie C1), e dopo un intermezzo in Serie B al Cesena, di nuovo in Serie C1 la Triestina, che lo esonera a una giornata dal termine. Torna in Serie B con Fidelis Andria (1993-1994) e Ancona: qui sfiora la promozione in Serie A nella stagione 1994-1995, venendo tuttavia esonerato a quattro giornate dal termine con la squadra ad un passo dalla promozione, complice la situazione societaria poco chiara. Nella stagione 1995-1996 porta l'Hellas Verona in Serie A ma non prosegue il rapporto con la società scaligera per motivi familiari e torna a Genova, sponda rossoblu, mancando per un punto la promozione in Serie A pur risultando il miglior attacco e la miglior difesa della cadetteria.
Dopo qualche stagione anonima con Perugia (alternandosi ad Albertino Bigon e Ilario Castagner), Reggiana (subentrato ed esonerato, con una sola vittoria in 14 giornate e Ravenna, arriva l'esordio in Serie A ritornando a Verona nella stagione 2000-2001, al termine della quale riesce a cogliere una sofferta salvezza vincendo il doppio spareggio per non retrocedere in Serie B contro la Reggina. 
Nel 2001 passa ad allenare il Bari, venendo però esonerato nella stagione 2002-2003 dopo 16 partite.
Nell'ottobre 2003 viene nominato allenatore dell'Empoli in Serie A, al posto di Daniele Baldini, esonerato dopo 6 partite, ma alla fine del campionato non riesce ad evitare la retrocessione in Serie B alla squadra toscana.
Dopo aver ricoperto l'incarico di responsabile del settore giovanile della Sammargheritese, e di direttore generale del Livorno di Aldo Spinelli (già suo presidente al Genoa), nel marzo 2006 ritorna nuovamente alla guida del Genoa in Serie C1 al posto di Giovanni Vavassori, ma dopo una dura contestazione dei tifosi si dimette ad aprile, facendo rientrare in panchina lo stesso Vavassori.
Svincolato dagli impegni di allenatore, dalla stagione 2008-2009 è responsabile del settore giovanile del Piacenza; promosso a responsabile dell'intera area tecnica, si dimette nel dicembre 2009.
Il 5 novembre 2011 Aldo Spinelli gli conferisce l'incarico di responsabile dell'area tecnica del Livorno.
Il 6 maggio 2012 diventa allenatore del Livorno, dopo l'esonero di Armando Madonna. Riesce a salvare la squadra, portando 10 punti in 4 partite e ottenendo la salvezza con la vittoria casalinga per 2-0 contro il Grosseto. Alla fine della stagione torna a coprire l'incarico di responsabile dell'area tecnica della società amaranto.
Il 13 gennaio 2014 viene richiamato sulla panchina del Livorno in seguito all'esonero di Davide Nicola ma già pochi giorni più tardi, il 21 gennaio, dopo la sconfitta per 3-0 contro la Roma viene sostituito da Domenico Di Carlo e torna a rivestire la carica di direttore tecnico.

## Statistiche

### Statistiche da allenatore
In grassetto le competizioni vinte.
| Stagione            | Squadra         | Campionato      | Campionato | Campionato | Campionato | Campionato | Coppe nazionali | Coppe nazionali | Coppe nazionali | Coppe nazionali | Coppe nazionali | Coppe continentali | Coppe continentali | Coppe continentali | Coppe continentali | Coppe continentali | Altre coppe | Altre coppe | Altre coppe | Altre coppe | Altre coppe | Totale | Totale | Totale | Totale | Vittorie % | Piazzamento        |
| Stagione            | Squadra         | Comp            | G          | V          | N          | P          | Comp            | G               | V               | N               | P               | Comp               | G                  | V                  | N                  | P                  | Comp        | G           | V           | N           | P           | G      | V      | N      | P      | %          | Piazzamento        |
| ------------------- | --------------- | --------------- | ---------- | ---------- | ---------- | ---------- | --------------- | --------------- | --------------- | --------------- | --------------- | ------------------ | ------------------ | ------------------ | ------------------ | ------------------ | ----------- | ----------- | ----------- | ----------- | ----------- | ------ | ------ | ------ | ------ | ---------- | ------------------ |
| mag.-giu. 1986      | Genoa           | B               | 5          | 2          | 1          | 2          | CI              | 0               | 0               | 0               | 0               | -                  | -                  | -                  | -                  | -                  | -           | -           | -           | -           | -           | 5      | 2      | 1      | 2      | 40,00      | Sub. 7°            |
| 1986-1987           | Genoa           | B               | 38         | 12         | 18         | 8          | CI              | 5               | 1               | 3               | 1               | -                  | -                  | -                  | -                  | -                  | -           | -           | -           | -           | -           | 43     | 13     | 21     | 9      | 30,23      | 6°                 |
| gen.-giu. 1988      | Genoa           | B               | 19         | 5          | 6          | 8          | CI              | 0               | 0               | 0               | 0               | -                  | -                  | -                  | -                  | -                  | -           | -           | -           | -           | -           | 19     | 5      | 6      | 8      | 26,32      | Sub. 14°           |
| gen.-giu. 1989      | Piacenza        | B               | 22         | 3          | 8          | 11         | CI              | 0               | 0               | 0               | 0               | -                  | -                  | -                  | -                  | -                  | -           | -           | -           | -           | -           | 22     | 3      | 8      | 11     | 13,64      | Sub. 20° (retr.)   |
| 1989-1990           | Siena           | C2              | 34         | 18         | 15         | 1          | CI-C            | ?               | ?               | ?               | ?               | -                  | -                  | -                  | -                  | -                  | -           | -           | -           | -           | -           | 34     | 18     | 15     | 11     | 52,94      | 1° (prom.)         |
| 1990-1991           | Siena           | C1              | 34         | 10         | 18         | 6          | CI-C            | 10              | 5               | 2               | 3               | -                  | -                  | -                  | -                  | -                  | -           | -           | -           | -           | -           | 44     | 15     | 20     | 9      | 34,09      | 6°                 |
| Totale Siena        | Totale Siena    | Totale Siena    | 68         | 28         | 33         | 7          |                 | 10+             | 5+              | 2+              | 3+              |                    | -                  | -                  | -                  | -                  |             | -           | -           | -           | -           | 78     | 33     | 35     | 10     | 42,31      |                    |
| 1991-1992           | Cesena          | B               | 38         | 10         | 17         | 11         | CI              | 4               | 2               | 0               | 2               | -                  | -                  | -                  | -                  | -                  | -           | -           | -           | -           | -           | 42     | 12     | 17     | 13     | 28,57      | 8°                 |
| 1992-mag. 1993      | Triestina       | C1              | 32         | 13         | 12         | 7          | CI-C            | 2               | 0               | 2               | 0               | -                  | -                  | -                  | -                  | -                  | -           | -           | -           | -           | -           | 34     | 13     | 14     | 7      | 38,24      | Eson.              |
| 1993-1994           | Fidelis Andria  | B               | 38         | 8          | 23         | 7          | CI              | 1               | 0               | 0               | 1               | -                  | -                  | -                  | -                  | -                  | -           | -           | -           | -           | -           | 39     | 8      | 23     | 8      | 20,51      | 8°                 |
| 1994-1995           | Ancona          | B               | 38         | 16         | 10         | 12         | CI              | 1               | 0               | 0               | 1               | -                  | -                  | -                  | -                  | -                  | CAI         | 7           | 3           | 2           | 2           | 46     | 19     | 12     | 15     | 41,30      | 6°                 |
| 1995-1996           | Verona          | B               | 38         | 17         | 12         | 9          | CI              | 1               | 0               | 0               | 1               | -                  | -                  | -                  | -                  | -                  | -           | -           | -           | -           | -           | 39     | 17     | 12     | 10     | 43,59      | 2° (prom.)         |
| 1996-1997           | Genoa           | B               | 38         | 15         | 16         | 7          | CI              | 5               | 2               | 2               | 1               | -                  | -                  | -                  | -                  | -                  | -           | -           | -           | -           | -           | 43     | 17     | 18     | 8      | 39,53      | 5°                 |
| 1997-1998           | Perugia         | B               | 19         | 7          | 6          | 6          | CI              | 4               | 2               | 1               | 1               | -                  | -                  | -                  | -                  | -                  | -           | -           | -           | -           | -           | 23     | 9      | 7      | 7      | 39,13      | Dimis, sub., eson. |
| nov. 1998-feb. 1999 | Reggiana        | B               | 14         | 1          | 6          | 7          | CI              | 0               | 0               | 0               | 0               | -                  | -                  | -                  | -                  | -                  | -           | -           | -           | -           | -           | 14     | 1      | 6      | 7      | &7,14      | Sub., eson.        |
| 1999-2000           | Ravenna         | B               | 38         | 11         | 15         | 12         | CI              | 3               | 1               | 0               | 2               | -                  | -                  | -                  | -                  | -                  | -           | -           | -           | -           | -           | 41     | 12     | 15     | 14     | 29,27      | 11°                |
| 2000-2001           | Verona          | A               | 34+2       | 10+1       | 7          | 17+1       | CI              | 2               | 0               | 1               | 1               | -                  | -                  | -                  | -                  | -                  | -           | -           | -           | -           | -           | 38     | 11     | 8      | 19     | 28,95      | 14°                |
| Totale Verona       | Totale Verona   | Totale Verona   | 72+2       | 27+1       | 19         | 26+1       |                 | 3               | 0               | 1               | 2               |                    | -                  | -                  | -                  | -                  |             | -           | -           | -           | -           | 77     | 28     | 20     | 29     | 36,36      |                    |
| nov. 2001-2002      | Bari            | B               | 28         | 11         | 9          | 8          | CI              | 0               | 0               | 0               | 0               | -                  | -                  | -                  | -                  | -                  | -           | -           | -           | -           | -           | 28     | 11     | 9      | 8      | 39,29      | Sub., 6°           |
| ago.-dic. 2002      | Bari            | B               | 16         | 2          | 9          | 5          | CI              | 7               | 6               | 0               | 1               | -                  | -                  | -                  | -                  | -                  | -           | -           | -           | -           | -           | 23     | 8      | 9      | 6      | 34,78      | Eson.              |
| Totale Bari         | Totale Bari     | Totale Bari     | 44         | 13         | 18         | 13         |                 | 7               | 6               | 0               | 1               |                    | -                  | -                  | -                  | -                  |             | -           | -           | -           | -           | 51     | 19     | 18     | 14     | 37,25      |                    |
| ott. 2003-2004      | Empoli          | A               | 28         | 7          | 7          | 14         | CI              | 1               | 0               | 1               | 0               | -                  | -                  | -                  | -                  | -                  | -           | -           | -           | -           | -           | 29     | 7      | 8      | 14     | 24,14      | Sub., 17° (retr.)  |
| mar.-mag. 2006      | Genoa           | C1              | 8          | 4          | 1          | 3          | CI+CI-C         | 0               | 0               | 0               | 0               | -                  | -                  | -                  | -                  | -                  | -           | -           | -           | -           | -           | 8      | 4      | 1      | 3      | 50,00      | Sub., dimis.       |
| Totale Genoa        | Totale Genoa    | Totale Genoa    | 108        | 38         | 42         | 28         |                 | 10              | 3               | 5               | 2               |                    | -                  | -                  | -                  | -                  |             | -           | -           | -           | -           | 118    | 41     | 47     | 30     | 34,75      |                    |
| mag.-giu. 2012      | Livorno         | B               | 3          | 2          | 1          | 0          | CI              | 0               | 0               | 0               | 0               | -                  | -                  | -                  | -                  | -                  | -           | -           | -           | -           | -           | 3      | 2      | 1      | 0      | 66,67      | Sub., 17°          |
| gen. 2014           | Livorno         | A               | 1          | 0          | 0          | 1          | CI              | 0               | 0               | 0               | 0               | -                  | -                  | -                  | -                  | -                  | -           | -           | -           | -           | -           | 1      | 0      | 0      | 1      | &0,00      | Interim            |
| Totale Livorno      | Totale Livorno  | Totale Livorno  | 4          | 2          | 1          | 1          |                 | -               | -               | -               | -               |                    | -                  | -                  | -                  | -                  |             | -           | -           | -           | -           | 4      | 2      | 1      | 1      | 50,00      |                    |
| Totale carriera     | Totale carriera | Totale carriera | 563+2      | 184+1      | 217        | 162+1      |                 | 46              | 19              | 12              | 15              |                    | -                  | -                  | -                  | -                  |             | 7           | 3           | 2           | 2           | 618    | 207    | 231    | 180    | 33,50      |                    |

## Palmarès

### Giocatore
- Serie C: 2

Como: 1967-1968
Genoa: 1970-1971
- Serie B: 1

Genoa: 1972-1973

### Allenatore
- Serie C2: 1

Siena: 1989-1990